# Église Saint-Jacques de Daours
L'église Saint-Jacques de Daours est située au milieu du village de Daours à une dizaine de kilomètres à l'est d'Amiens, dans le département de la Somme.

## Historique
L'église Saint-Jacques actuelle a remplacé l'église précédente, qui fut démolie en 1860. 
La nouvelle église a été construite de 1860 à 1865, en style néo-gothique sur les plans de l'architecte Victor Delefortrie. La maçonnerie est en moellons dans les fondations, en vieux grès dans les soubassements et en brique en élévation.

## Caractéristiques
La longueur de la nef est de 23 mètres, la largeur de la partie centrale est de 7 mètres et celle des bas-côtés de 3,5 mètres. Le chœur a une longueur de 7 mètres et le porche une profondeur de 3 mètres. Incluse dans la façade, la tour du clocher dont les contreforts d'angle montent jusqu'au sommet, a une hauteur de 25 mètres ; elle est surmontée d'une flèche dont la hauteur est de 15 mètres ; la croix et le coq la rehaussent encore de 2,5 mètres.

### Extérieur
La pierre de Vergelet (pierre de Saint-Leu) a été utilisée pour l'encadrement des portails, des roses, des baies et des meneaux. Solidement contrefortés, les murs de chacun des bas-côtés sont percées de six baies ogivales d'1,8 m de largeur et 4,2 m de hauteur. Les murs de la nef centrale sont percées en partie haute se six roses quadrilobées de 1,7 m de diamètre.
La couverture a été réalisée en ardoises de Fumay, sur une charpente en bois de chêne.
La façade est composée de trois portails. Le portail central surmonté d'un gable et d'une croix fleuronnée, a une largeur de 2 m et une hauteur de 6 m ; il est surmonté d'une baie de même largeur et de 6 mètres. Deux portails latéraux sont également ouverts dans la façade ; leur largeur est de 1,5 m et leur hauteur de 4 mètres ; ils sont surmontés d'une rose quadrilobée de 1,7 m de diamètre.

### Intérieur
La longueur de l'édifice est de 33 mètres et sa hauteur est de 18 mètres. Le sanctuaire dont la largeur est réduite à celle de la nef centrale, est éclairé vers l'est par trois baies et latéralement par deux baies géminées de 7 mètres de haut, réunies par deux roses trilobées et une rose hexalobée. Sous chacune de ces deux grandes fenêtres, deux ouvertures ogivales communiquent avec les sacristies, éclairées par deux petites baies, également en ogives.
De chaque côté de la nef centrale, six colonnes, entourées de quatre colonnettes, sont surmontées de chapiteaux faisant la liaison avec les murs et les arcades ogivales. L'une des colonnettes est surmontée d'un second chapiteau d'où partent les arêtes et les doubleaux supportant la voûte de la nef, en plâtre sur lattis, dont la hauteur au centre est de 12 mètres. La colonnette opposée est également surmontée d'un chapiteau d'où partent les arêtes et doubleaux supportant les voûtes des bas-côtés, dont la hauteur au centre est de 7 mètres. Ces mêmes arêtes reposent du côté des murailles extérieures sur des pilastres en forme de colonnettes surmontées d'un chapiteau. Tous ces chapiteaux sont ornés de feuillages. À l'avant de la nef, un grand arc doubleau repose sur des colonnes sans chapiteau.
Le chœur correspond à la première travée, le sol en est surélevé d'une marche.
La voûte en croupe du sanctuaire, ses murs et ses colonnes, sont recouvertes d'un enduit peint de motifs décoratifs. Une tribune en encorbellement sur la nef, a été installée au-dessus du porche central.
La pierre de roche a été utilisée pour la base des colonnes de la nef, la pierre de Mortemer pour le pavage du sanctuaire, la pierre de Senlis pour les marches, celles du chœur étant en pierre de Chaussoy-Epagny.